# Scybalocanthon nigriceps
Scybalocanthon nigriceps är en skalbaggsart som beskrevs av Edgar von Harold 1868. Scybalocanthon nigriceps ingår i släktet Scybalocanthon och familjen bladhorningar. Inga underarter finns listade i Catalogue of Life.